# Rio Verde (Arizona)
Rio Verde – jednostka osadnicza w Stanach Zjednoczonych, w stanie Arizona, w hrabstwie Maricopa.